# Hydroptila furcata
Hydroptila furcata is een schietmot uit de familie Hydroptilidae. De soort komt voor in het Oriëntaals gebied.